# Odontocera solangae
Odontocera solangae là một loài bọ cánh cứng thuộc họ Xén tóc.